# Matorral chilien
Localisation
Le matorral chilien est une écorégion terrestre définie par le Fonds mondial pour la nature (WWF), qui forme une large bande d'une centaine de kilomètres de large au centre du Chili. Il appartient au biome des forêts, zones boisées et maquis méditerranéens, dont il constitue l'unique représentant dans l'écozone néotropicale et l'une des rares occurrences de cette végétation particulière en dehors de la zone méditerranéenne proprement dite. La région abrite environ 95 % d'espèces végétales endémiques au Chili, notamment Gomortega keule, Pitavia punctata, Nothofagus alessandrii et Jubaea chilensis. Ces caractéristiques exceptionnelles l'on fait inclure dans la liste « Global 200 » des écosystèmes les plus représentatifs au niveau biologique et donc prioritaires en matière de conservation.